# Cànon Pali

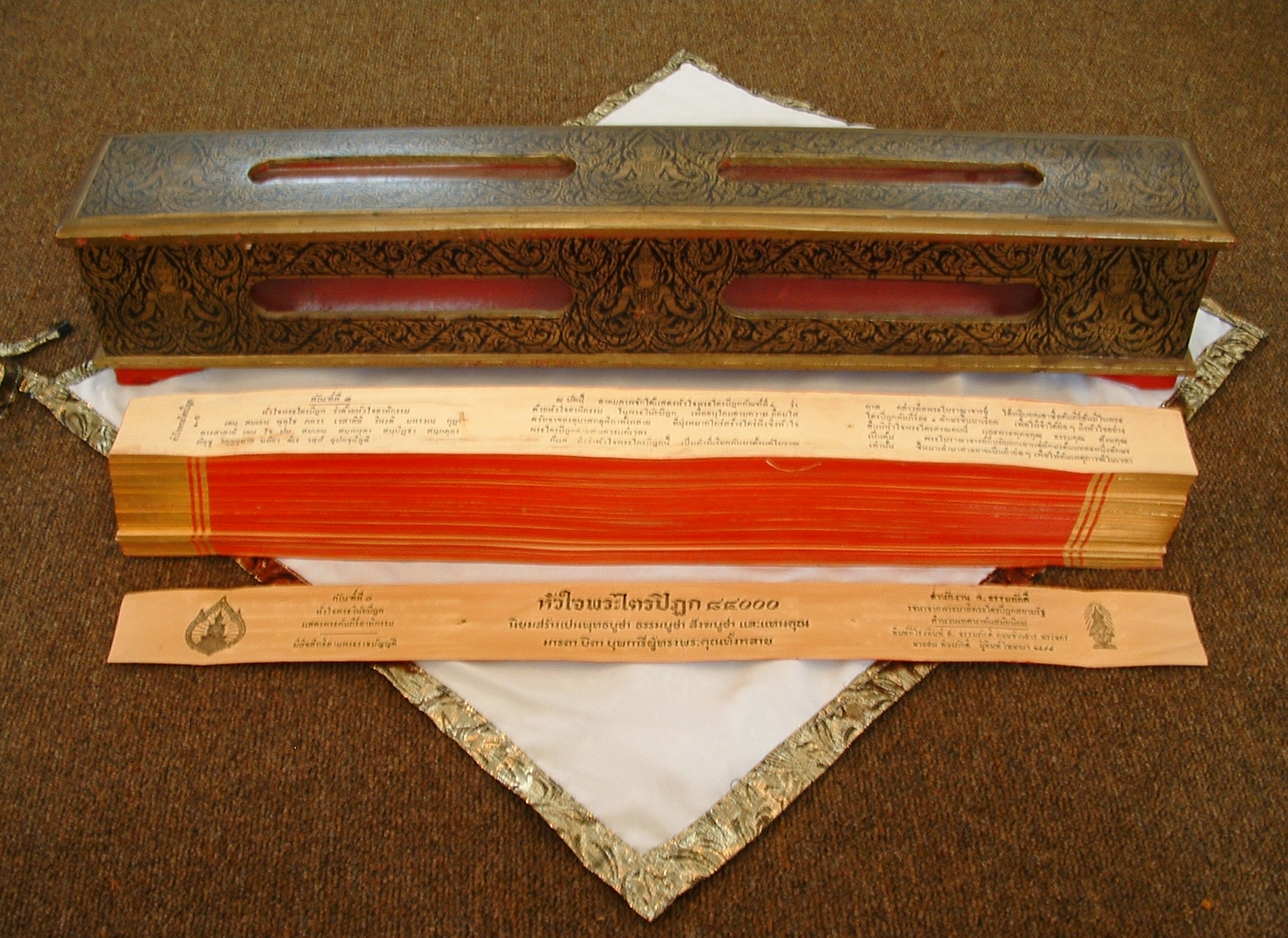
Presentació antiga d'una part del Cànon Pali, quan s'escrivia en forma de llibre sobre fines planxes de fusta. Aquesta peça prové de Tailàndia

El Tipiṭaka (en pali Els Tres Cistells: ti = tres, piṭaka = cistell) és un corpus de texts búdics que se sol anomenar el Cànon Pali, fent referència a la llengua en què foren escrits, la llengua Pali. Aquest cànon fou transcrit al segle i aC a partir d'una tradició oral de 400 anys, i constitueix el recull doctrinal del budisme theravada. En sànscrit se l'anomena Tripitaka (त्रिपिटक).
Fou escrit per membres d'una comunitat de monjos o sangha de cada principal tradició budista antiga. Fou escrit en peli, sànskrit i altres llengües regionals asiàtiques.
El Cànon Pali es divideix doncs en tres parts (pitaka), dits per aquest ordre: Vinayapiṭaka, Suttapiṭaka i Abhidhammapiṭaka.

## Vinayapitaka
El Llibre del Vinaya o La disciplina monàstica és un compendi de regles acompanyades d'anècdotes (històriques o ad hoc) en les quals es narra quan, on i com el Buda Gotama va decretar una o altra de les més de dues-centes regles del codi monàstic theravada.

## Suttapitaka
És el Cistell de la instrucció o Llibre dels Suttes. L'etimologia de la paraula sutta (Pali) no és clara. Alguns diuen que correspon al sànscrit "sutra" (i en efecte els textos sànscrits budistes es titulen "sutres", però és possible que es tracti d'una hipercorrecció), d'altres proposen que potser sutta és la forma pali del vèdic sukta. D'altres simplement creuen que sutta és el nom dels textos transmesos per tradició oral (Pali sutti, sànscrit shruti), la qual cosa es confirmaria pel fet que molts suttes comencen amb la fórmula "evam me sutam", "així ho he sentit". És la col·lecció de textos més antiga. En els textos que el componen hi ha al·legories, símils i paràboles adoctrinadores.
El Suttapitaka conté, doncs, textos que suposadament corresponen a discursos del Buda Gotama o dels seus deixebles més pròxims. És el grup de texts o pitaka més extens del cànon i constitueix el cor de l'ensenyament budista. Està subdividit en cinc Nikaya o col·leccions:
- Dīgha Nikāya — Col·lecció dels discursos llargs
- Majjhima Nikāya — Col·lecció dels discursos mitjans
- Saṃyutta Nikāya — Col·lecció dels discursos agrupats per tema
- Aṅguttara Nikāya — Col·lecció dels discursos agrupats numèricament
- Khuddaka Nikāya — Col·lecció dels petits texts

## Abhidhammapitaka
És el tercer pitaka i posterior als anteriors. És el Cistell dels texts superiors, un compendi en què s'aborden els principis doctrinals dels altres dos pitaka, però reorganitzats de tal manera que permeten estudiar en profunditat la natura de la ment i de la matèria. Segons la llegenda, el Buda Gotama va predicar l'essència de la filosofia o dhamma suprem (abhidhamma, sànscrit abhidharma) als déus primer i després al seu deixeble en cap, Sariputta, qui va transmetre als mortals aquest dharma comprimit en tractats altament escolàstics que requereixen una iniciació per a ser compresos. L'abhidhamma combina filosofia, psicologia i ètica. Conté la doctrina sobre la comunitat de monjos o sangha. Tenint en compte, tanmateix, que psicologia és un concepte occidental que implica una psique (ànima), el budisme és refractari a acceptar aquesta etiqueta, ja que precisament en l'abhidhamma s'explica i es detalla minuciosament com allò que anomenem "persona" no és res més que una massa d'elements materials i mentals subjectes a un canvi constant.
Conté:
- Una anàlisi dels fenòmens psíquics.
- Una llista dels estats de consciència, descrits i amb els elements constituents assenyalats.
- Una classificació dels estats de consciència segons la seua capacitat de produir karma benigne o maligne.